# Eleutherobia sumbawaensis
Eleutherobia sumbawaensis är en korallart som beskrevs av Verseveldt och Bayer 1988. Eleutherobia sumbawaensis ingår i släktet Eleutherobia och familjen läderkoraller. Inga underarter finns listade i Catalogue of Life.